# Valter Christian Jensen
Valter Chris. (Christian) Jensen, né le 18 mai 1949, est un pilote automobile norvégien de rallyes.

## Biographie
Sa carrière de pilote en compétition automobile s'étale sur plus de 25 ans, de 1977 (rallye du sud de la Suède) à 2004 (à 55 ans, sa dernière saison en championnat national).
Dès l'année suivante, il s'adonne assidument aux course de rallyes Historiques.
Il participe à 11 reprises consécutives à son rallye national entre 1994 et 2004, le remportant à 3 reprises.
Il participe également de façon régulière à des courses nationales de sprintrally en 1998 et 1999.

## Palmarès (au 30/11/2013)

### Titres
- Double Champion d'Europe des rallyes Historiques en catégorie 2, en 2009 (1re édition) et 2010 avec son compatriote Erik Pedersen sur Porsche 911 Carrera RS; 
  - Double vice-champion d'Europe des rallyes Historiques en catégorie 4, derrière l'italien Pedro en 2012 et 2013 avec E.Pedersen sur Lancia Rally 037 (Erik Petersen devenant ainsi le seul copilote quadruple Champion d'Europe des rallyes Historiques);

### 3 victoires en ERC
- Rallye Finnskog de Norvège: 1983 (2e édition, sur Ford Escort BDA), 1986 (sur Audi Quattro) et 1987 (sur Mazda 323 4WD) (copilote Håkon Stamnes à trois reprises; 2e en 1999);

### Victoires notables en championnat national
- Rallye Finnslog:  1983, 1986 et 1987 (2e en 1999 et 2004, 3e en 2002);

### Victoires en rallye sprint
- Aurskog Holand Sprinten: 1998 et 1999;

### Autre victoire norvégienne
- Rallye Numedals: 2000;

### Quelques victoires historiques (comptabilisées en HERC à compter de 2012)
- Rallye Elba: 2008 (Italie);
- Rallye del Corallo (du corail): 2010 (Italie);
- Rallye de Lettonie: 2012 et 2013 (hors HERC);
- Rallye Vlatva de Tchécoslovaquie: 2013.
- Rallye d'Estonie: 2013;
- Rallye Lahti de Finlande: 2013.

(nb: il termine 2e du rallye Historique du Var en 2005, de l'Acropole en 2006 et 2007, et de la Costa Brava en 2010 et 2013 (à 64 ans))